# Jack Drescher
Jack Drescher (1951) è uno psichiatra e psicoanalista statunitense, noto per il suo lavoro sull'orientamento sessuale e sull'identità di genere.

## Istruzione e carriera accademica
Drescher ha conseguito una laurea in biologia presso il Brooklyn College nel 1972 e successivamente una laurea in medicina presso l'Università del Michigan nel 1980. Dopo aver completato il tirocinio in psichiatria presso il St. Vincent's Hospital & Medical Center, ha conseguito una specializzazione al SUNY Downstate Medical Center. Si è formato in psicoanalisi presso il William Alanson White Institute, dove è analista formatore e supervisore. È professore clinico di psichiatria presso il Columbia University College of Physicians and Surgeons e membro della facoltà del Columbia University Center for Psychoanalytic Training and Research. Inoltre, collabora come associato al programma post-dottorato in psicoterapia e psicoanalisi della New York University.
Drescher è un Distinto Membro dell'American Psychiatric Association, dell'American College of Psychiatrists e dell'International Academy of Sex Research. È stato presidente del Group for the Advancement of Psychiatry e della New York County Psychiatric Society. Ha inoltre ricoperto il ruolo di direttore emerito del Journal of Gay & Lesbian Mental Health.

## Critica al movimento ex-gay e alla terapia di conversione
Drescher è stato uno dei primi professionisti a criticare il movimento ex-gay e della terapia di conversione, considerandola inefficace e potenzialmente dannosa. Ha evidenziato come queste pratiche possano causare sofferenze psicologiche alle persone coinvolte e ha spesso confrontato tali dibattiti a quelli sul creazionismo, descrivendo la falsa impressione di un consenso scientifico inesistente. Nel 2003, Drescher ha commentato le controverse conclusioni dello psichiatra Robert Spitzer, secondo cui alcune persone gay avrebbero potuto cambiare il proprio orientamento sessuale. Spitzer stesso ha successivamente ritrattato tali affermazioni nel 2012.

## Identità di genere
Drescher ha fatto parte del gruppo di lavoro della quinta edizione del Manuale diagnostico e statistico dei disturbi mentali (DSM-5) dell'American Psychiatric Association, contribuendo alla revisione della diagnosi di "Disturbo dell'identità di genere" in Disforia di Genere. Ha curato la sezione sulla disforia di genere nel DSM-5-TR, pubblicato nel 2022.
È stato inoltre membro del comitato dell'Organizzazione Mondiale della Sanità (OMS) per Classificazione internazionale delle malattie nell'ICD-11. In tale ambito, Drescher ha collaborato alla rinomina delle diagnosi relative all'incongruenza di genere e al loro trasferimento dalla sezione dei disturbi mentali a un nuovo capitolo dedicato alle condizioni legate alla salute sessuale.

## Opere
- Drescher J., Byne W., Treating Transgender Children and Adolescents, New York, Routledge, 2013.

- Levounis P., Drescher J., Barber M., The LGBT Casebook, Washington DC, American Psychiatric Publishing, 2012.

- Mathy R., Drescher J., Childhood Gender Nonconformity and the Development of Adult Homosexuality, New York, Routledge, 2009.

- Leli U., Drescher J., Transgender Subjectivities: A Clinician's Guide, New York, Harrington Park Press, 2004.

- Guss J.R., Drescher J., Addictions in the gay and lesbian community, New York, Haworth Medical Press, 2000. ISBN 0-7890-1038-0

- Peel E., Clarke V., Drescher J., British lesbian, gay, and bisexual psychologies: theory, research, and practice, Binghamton, NY, Haworth Medical Press, 2007. ISBN 0-7890-3251-1

- Wainberg M.L., Kolodny A.J., Drescher J., Crystal meth and men who have sex with men: what mental health care professionals need to know, New York, Haworth Medical Press, 2006. ISBN 0-7890-3247-3

- Drescher J., Zucker K.J., Ex-Gay Research: Analyzing the Spitzer Study And Its Relation to Science, Religion, Politics, and Culture, Harrington Park Press, 2005. ISBN 1-56023-557-8

- Glazer D.F., Drescher J., Gay and lesbian parenting, New York, Haworth Medical Press, 2001. ISBN 0-7890-1350-9

- Perlman G., Drescher J., A gay man's guide to prostate cancer, Binghamton, NY, Haworth Medical Press, 2005. ISBN 1-56023-553-5

- Hellman R.E., Drescher J., Handbook of LGBT issues in community mental health, Binghamton, NY, Haworth Medical Press, 2004. ISBN 0-7890-2309-1

- Lingiardi V., Drescher J., Mental health professions and homosexuality: international perspectives, Binghamton, NY, Haworth Medical Press, 2003. ISBN 0-7890-2058-0

- Drescher J., Psychoanalytic therapy and the gay man, Hillsdale, NJ, Analytic Press, 1998. ISBN 0-88163-208-2